# Осыпание блёстками
Бомбардировка глиттером (англ. glitter bombing) — способ протеста, состоящий в осыпании оппонента глиттером, сопровождающееся выкрикиванием лозунгов.

## История
Изобретателем протеста в виде «глиттерной бомбардировки» считается ЛГБТ-активист Ник Эспиноза (англ. Nick Espinosa) из американского штата Миннесота, который в 2011 осыпал глиттером писателя и тогда кандидата в президенты от республиканцев Ньюта Гингрича во время официальной раздачи автографов на его новой книге. При этом Эспиноза, осыпая Гингрича блёстками, выкрикивал фразу: «Почувствуй радугу! Остановите насилие и антигомосексуальную политику!». Несмотря на то, что Гингрич сначала довольно спокойно отреагировал на ситуацию и продолжил раздачу автографов, после того, как стол был очищен от глиттера, в данном позднее изданию New York Times интервью он заявил, что подобного рода акты являются атаками и должны соответствующим образом санкционироваться.
На рубеже 2011—2012 годов в течение нескольких месяцев, предшествующих президентским выборам 2012 года подобный метод протеста получил широкое распространение в США, в первую очередь среди ЛГБТ-активистов. По задумке, бомбардировка блёстками должна была стать безвредной, но зрелищной формой протеста, привлекающей средства массовой информации. В то же время оппоненты поднимали вопрос о том, является ли такая форма атаки преступлением и может ли она нанести ущерб здоровью людям, которые ей подвергаются.
Наиболее популярными жертвами «глиттерной бомбардировки» стали кандидаты на пост президента от республиканцев. Так, бывший сенатор от Пенсильвании Рик Санторум подвергся «глиттерной атаке» в общей сложности шесть раз в период с декабря 2011 по февраль 2012 года. Бывший губернатор Массачусетса Митт Ромни был в 2012 году осыпан блёстками дважды. Мишель Бахман, бывшая тогда членом Палаты представителей от штата Миннесота, была осыпана глиттером в 2011 во время её предвыборной кампании в Миннеаполисе (Миннесота) в знак протеста против её политики в отношении прав ЛГБТ. Тогдашний губернатор Миннесоты Тим Поленти был осыпан глиттером активистками ЛГБТ-группы CodePink в Сан-Франциско.
ЛГБТ-активисты из Миннесоты, называющие себя «глиттерати» (англ. glitterati), подвергали глиттерным бомбардировкам политиков и представителей организаций, ведущих, по их мнению, политику, направленную против ЛГБТ. Наиболее зрелищным среди протестов глиттерати стал, например, «взрыв» на ярмарке Minnesota State Fair, в результате которого стенды консервативных организаций, присутствовавшие на ярмарке, были обсыпаны из нескольких мешков с блёстками. Кроме того, активисты, засыпали блёстками фойе также расположенной в Миннесоте больницы Bachmann Clinic, известной своим использованием методов «репаративной терапии».

## В популярной культуре
В эпизоде «The Purple Piano Project» сериала «Хор» Уилл Шустер в знак протеста осыпает блёстками Сью Сильвестр, которая баллотируется в Конгресс.[значимость факта?]